# Repe (Fluss)
Die Repe ist ein 11,4 km langer und orografisch linker Nebenfluss der Lenne im nordrhein-westfälischen Kreis Olpe.

## Name
Der Name leitet sich wahrscheinlich von mittelniederdeutsch rap für „schnell“ ab und dürfte die Bedeutung „rascher, reißender Fluss“ gehabt haben.

## Geographie

### Verlauf
Die Repe entspringt dem Teckelberg oberhalb der Ortschaft Rieflinghausen auf einer Höhe von 495 m ü. NHN. Von hier fließt sie vorrangig in nordöstliche Richtung. Dabei durchfließt sie die zu Attendorn gehörenden Ortschaften Rieflinghausen, Repe, Helden, Niederhelden und Röllecken, um bei Borghausen auf 241 m in die Lenne zu münden.
Auf ihrem 11,4 km langen Weg überwindet die Repe einen Höhenunterschied von 266 m, was einem mittleren Sohlgefälle von 23,3 ‰ entspricht. Ihr Einzugsgebiet hat eine Größe von 26,367 km². Die breiteste Stelle des Bachbettes beträgt etwa 5,50 m im Bereich kurz vor der Lennemündung.

### Einzugsgebiet

#### Größe und benachbarte Einzugsgebiete
Das Einzugsgebiet der Repe ist 26,367 km² groß und wird über Lenne, Ruhr und Rhein in die Nordsee entwässert.
Dabei grenzt das Einzugsgebiet der Repe an jenes der Veischede (östlich) und jenes der Bigge (südwestlich und westlich).

#### Einwohnerzahl und Dichte
Wenn man folgende Einwohnerzahlen summiert, kommt man auf über 3.000 Einwohner im Einzugsgebiet der Repe:
- Rieflinghausen: 53
- Hofkühl: 11
- Repe: 122
- Mecklinghausen: 208
- Helden: 1175
- Niederhelden: 317
- Röllecken: 439
- Dünschede: 693
- Silbecke: 95
- Borghausen: 28
- St. Claas: 162

Die Einwohnerdichte im Einzugsgebiet der Repe beträgt insgesamt fast 130 EW/km². Verglichen zur gesamten Gemarkungsfläche Attendorns ist das Repetal nur fast halb so dicht besiedelt.

### Nebenflüsse
Zu den Nebenflüssen gehören – mit orographischer Zuordnung (l = linksseitig, r = rechtsseitig), Gewässerlänge und Mündungshöhe in Meter (m) über Normalhöhennull (NHN) (flussabwärts betrachtet):
- Ostermicke (r; 0,9 km, 374 m)
- Heimke (l; 1,4 km, 349 m)
- Tränkeseifen (l; 1,6 km, 306 m)
- Bremke (r; 2,6 km; 291 m)
- Helle (r; 1,4 km; 287 m)
- Buschet (r; 1,2 km, 300 m)
- Menzelbach (r; 0,9 km, 278 m)
- Jübecke (l; 1,7 km 276 m)
- Fölmersbieke (l; 1,2 km; 267 m)

## Nutzung
Das Wasser der Repe stellte schon in früheren Zeiten eine günstige Energiequelle dar, von der die Verrichtung einiger Arbeitsgänge im Repetal profitieren konnten. Die ehemalige Röllecker Mühle konnte, da direkt am Bachbett gelegen, ihre Mühlsteine durch den Wasserfluss antreiben lassen. Ein Mühlteich mit Schleuse sorgte dafür, dass auch in trockenen Zeiten Mehl gemahlen werden konnte. Auch die Marmorschleifereien im unteren Repetal, die den überregional bekannten rote „Marmor“ (ein roter Kalkstein) bearbeiteten, wurden durch Ableitungen des Repewassers betrieben. In den Orten an der Repe wurden in früherer Zeit Bleichplätze angelegt, um die Reinigungskraft des Repewassers zu nutzen.